# HD 23596
HD 23596 är en ensam stjärna belägen i den mellersta delen av stjärnbilden Perseus. Den har en skenbar magnitud av ca 7,25 och kräver åtminstone en stark handkikare för att kunna observeras. Baserat på parallax enligt Gaia Data Release 2 på ca 19,2 mas, beräknas den befinna sig på ett avstånd på ca 170 ljusår (ca 52 parsek) från solen. Den rör sig närmare solen med en heliocentrisk radialhastighet på ca -11 km/s.

## Egenskaper
HD 23596 är en gul till vit stjärna i huvudserien av spektralklass F8 V. Den har en massa som är ca 1,2 solmassor, en radie som är ca 1,5 solradier och har ca 2,6 gånger solens utstrålning av energi från dess fotosfär vid en effektiv temperatur av ca 6 000 K.

## Planetsystem
I juni 2002, upptäcktes den långperiodiga exoplaneten HD 23596 b  i cirkulation kring stjärnan.
| Planet | Massa    | Halv storaxel (AE) | Siderisk omloppstid (d) | Excentricitet | Inklination | Radie |
| ------ | -------- | ------------------ | ----------------------- | ------------- | ----------- | ----- |
| b      | ≥8,10 MJ | 2,88               | 1 565 ± 21              | 0,292 ± 0,023 | -           | -     |